# Dyenmonus fissilis
Dyenmonus fissilis är en skalbaggsart som beskrevs av Aurivillius 1913. Dyenmonus fissilis ingår i släktet Dyenmonus och familjen långhorningar. Inga underarter finns listade i Catalogue of Life.